# 椎葉村立尾向小学校
椎葉村立尾向小学校（しいばそんりつ おむかいしょうがっこう）は、宮崎県東臼杵郡椎葉村にある公立小学校。3級のへき地校に指定されている。1988年からは、国内の小学校では唯一の焼畑体験学習を行っている。

## 沿革
- 1875年（明治8年）4月15日 - 尾向小学校として開校[3]。
- 1886年（明治19年）
  - 日付不明 - 校舎を尾前寺床集落に移転[3]。
  - 4月2日 - 向山日添集落に分教場を開設[3]。
- 1908年（明治41年）4月 - 向山日当集落に仮校舎を落成。「向山小学校」に改称[3]。
- 1916年（大正5年）9月 - 校舎を改築。分教場を廃止し、150坪の校舎を増設[3]。
- 1956年（昭和31年）
  - 7月 - 尾前鶴の平集落に校舎を落成し、移転。「椎葉村立尾向小学校」に改称[3]。
  - 11月 - 牛乳給食を開始[5]。
- 1968年（昭和43年）9月10日 - 校歌（作詞：那須林、作曲：海老原直[6]）を制定[3]。
- 1969年（昭和44年）
  - 1月16日 - 完全給食を開始[3]。
  - 7月5日 - 校門を設置[5]。
- 1973年（昭和48年）8月27日 - 管理棟を落成[5]。
- 1980年（昭和55年）3月27日 - プールを落成[3]。
- 1984年（昭和59年）3月19日 - 体育館を落成[3]。
- 1986年（昭和61年）
  - 2月28日 - 新校舎（鉄筋コンクリート造3階建、978 m2[1]）を落成[5]。
  - 3月11日 - 新校舎へ移転[3]。
  - 9月1日 - 校庭を拡張[5]。
- 1987年（昭和62年）3月12日 - 観察池を設置[5]。
- 1990年（平成2年）7月19日 - 尾向小学校みどりの少年団を結成[3]。
- 1992年（平成4年）6月26日 - 焼畑民友資料館を落成[5]。
- 1995年（平成7年）7月7日 - 文部省より伝統文化教育推進校に指定[3]。
- 2012年（平成24年）3月30日 - 運動場を改修[3]。
- 2013年（平成25年）
  - 2月28日 - 校舎を大規模改修[3]。
  - 5月30日 - 焼畑資料館を落成[3]。
- 2015年（平成27年） - 体育館を改修[3]。
- 2020年（令和2年）3月26日 - 新プールを落成[3]。
- 2022年（令和4年）9月20日 - 令和4年台風第14号による被災に伴い、臨時休校（同月22日まで）[3]。

## 学区
- 東臼杵郡椎葉村
  - 大字不土野（尾向地区）[7]

## 進学先中学校
- 椎葉村立椎葉中学校（大字下福良）[7]

## アクセス

### バス
- 椎葉村営バス尾向線で、「学校入口」停留所下車。
- 椎葉村営バス尾向線で、椎葉中学校（「中学校」停留所）から本校（「学校入口」停留所）まで、直接バスで移動することはできない（逆方向は平日朝1本のみ移動可[8]）。

### 自動車
- 椎葉村役場から、県道142号と村道経由で約32分

## 周辺
- 耳川
- 尾向地区拠点施設inori（公民館）